# کوه‌نگین گلوآبی
کوه‌نگین گلوآبی (نام علمی: Lampornis clemenciae) نام یک گونه از سرده کوه‌نگین است.